# Fontaine verte
La fontaine verte est située dans le village de Clis, sur la commune de Guérande, dans le département français de la Loire-Atlantique.

## Présentation
La fontaine verte est une des nombreuses sources captées sur le coteau de Guérande sous forme de fontaine. Elle est traditionnellement datée du temps de la Gaule romaine. L'architecture particulière de l'ouvrage est cependant difficilement datable et traduit plutôt une construction de la fin du Moyen Âge ou du tout début des Temps Modernes, c'est-à-dire entre la fin du XVe siècle et le début du XVIe siècle.

## Galerie

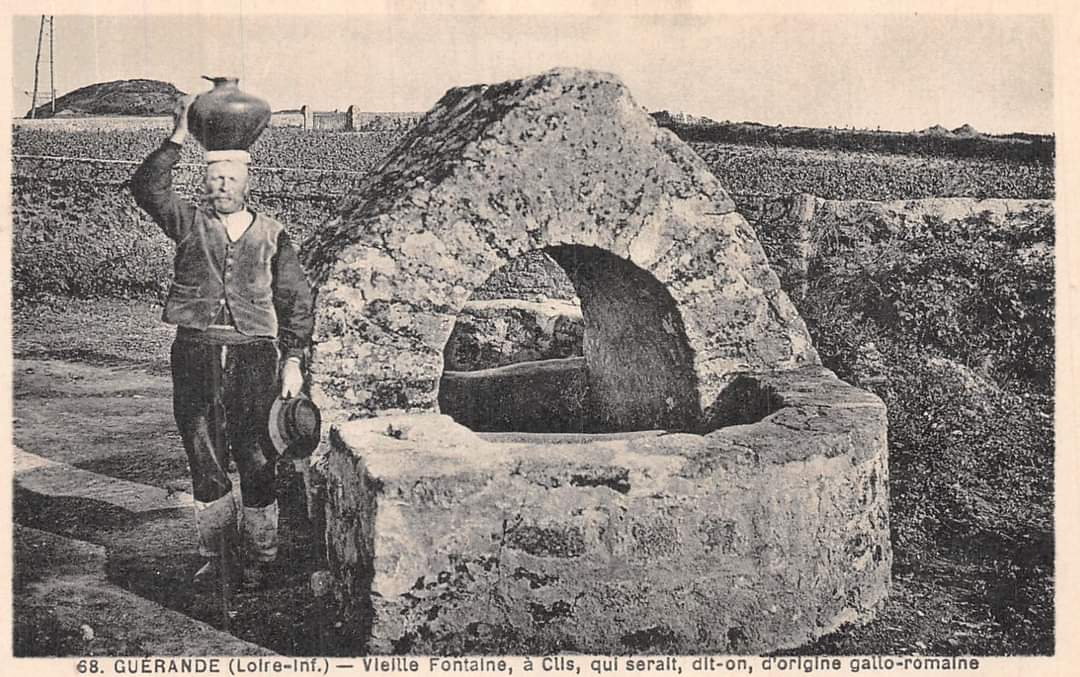
Carte postale ancienne.
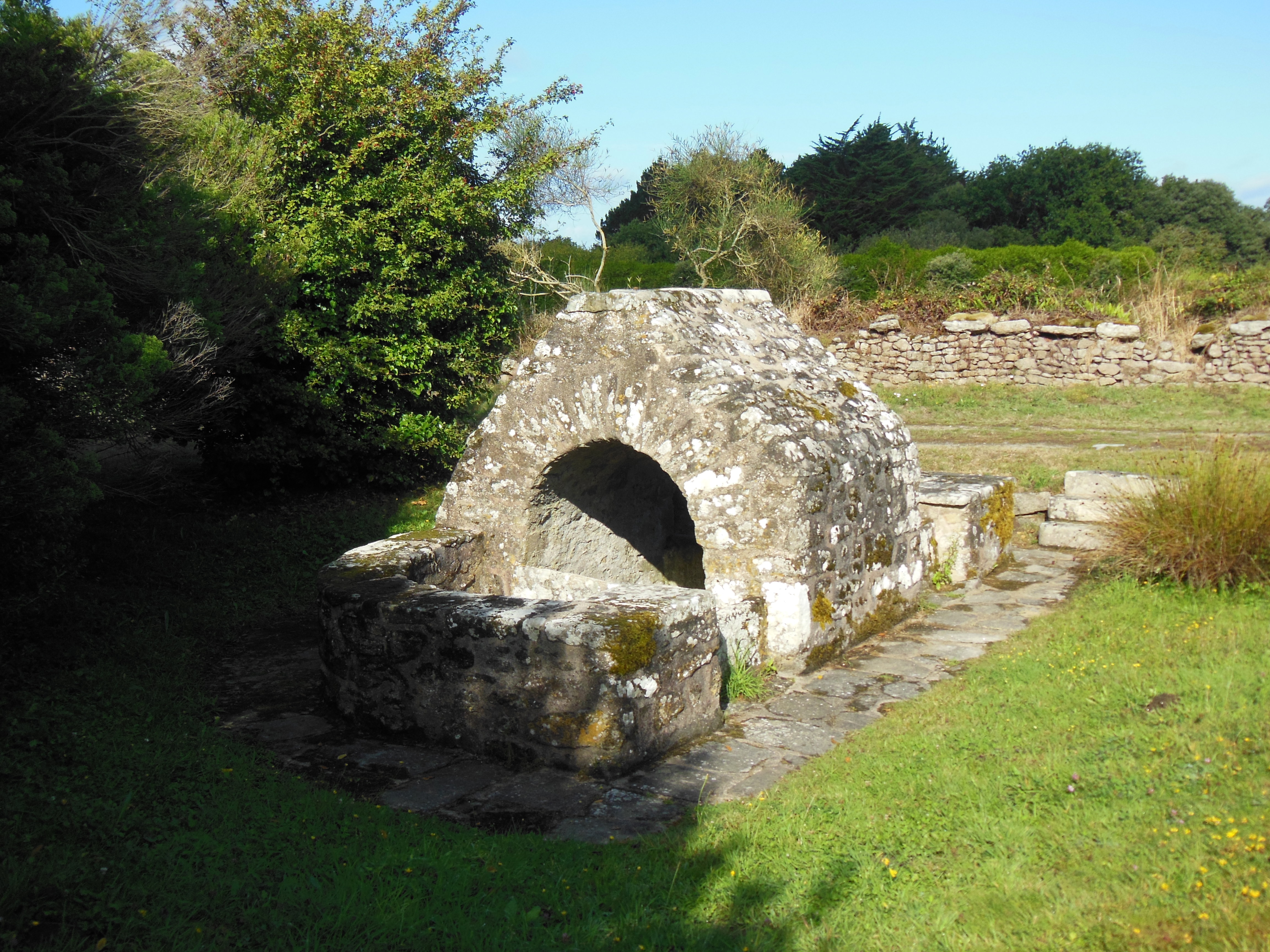
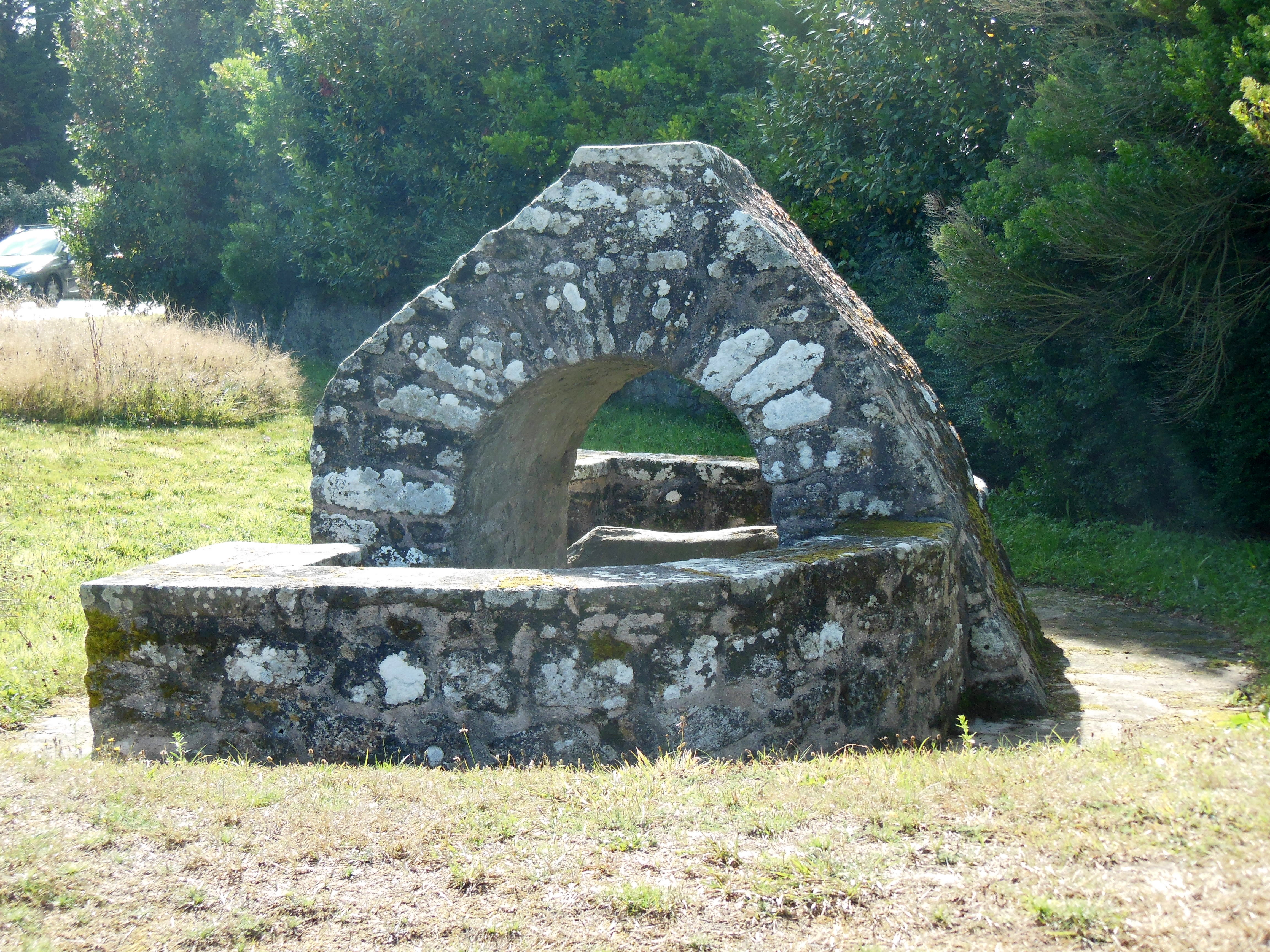